# Radio Studio Più

Radio Studio Più, un tempo denominata Radio Canale 93, è un'emittente radiofonica con sede a Desenzano del Garda che trasmette nel nord centro e sud Italia considerandola quindi anche una radio interregionale, oltre che a Ibiza e Formentera modulazione diversa dalla S+ Italiana fatta apposta per le due Isole Baleari Spagnole. Il segnale irradia su 102.0 MHz. Radio Studio Più la si riesce a ricevere dall'Italia anche in alcune regioni costiere della Croazia su 95.5 MHz.

## Storia
Fondata nel 1976 a Lonato del Garda su iniziativa di Franco Stuani e sul modello di Radio Popolare, inizialmente trasmetteva con la denominazione di Radio Canale 93, dal valore medio della forbice di frequenza assegnata, pari a 93.000 MHz in FM.
Il palinsesto dei primi anni, completamente gestito da un gruppo di volontari, comprendeva una zona informativa del mattino e una zona serale di colloquio in diretta con il pubblico, unite da varie sezioni di ascolto musicale, suddivise per genere (pop, progressive, rock, folk e cantautori) con uno spazio notturno di musica classica.
Come molte radio locali dell'epoca, definite radio libere, Canale 93 aveva contenuti e posizioni politiche considerate vicine alla sinistra extraparlamentare, con particolare riferimento al Movimento Lavoratori per il Socialismo.
Nel 1979 l'emittente venne ceduta e abbandonò rapidamente l'impegno politico per assumere contenuti maggiormente ludici e commerciali, sottolineando il cambiamento con la nuova denominazione di Radio Studio Più e caratterizzandosi per la trasmissione di musica da discoteca (dance, house e commerciale).
Questa radio ha la particolarità di trasmettere in diretta tutte le sere dalle discoteche di varie località italiane.
Nel 2019 inizia a trasmettere anche via TV come radio visione sul canale 849 in Lombardia.

## Programmi[3]

### Programmi in onda
Dal lunedì al venerdì:
- I Remember Yesterday alla Radio, la musica dance anni 70-80 e 90 mixata, dalle 04.00 alle 06.00.
- Andrea Catavolo Show, condotto da Andrea Catavolo e Ugo Palmisano, è un programma comico e di cabaret dal lunedì al venerdì dalle 6.00 alle 9.00.
- Morning Fever, con Walter Massa e Graziano Fanelli dalle 9 alle 12, in diretta da Riccione.
- I Feel Good, dalle 14 alle 17 con Miki Garzilli
- Guest for lunch, con Lasille punto K propone varie rubriche, le novità musicali più alternative, oltre a incursioni nel passato recente, dal lunedì al venerdì dalle 12.00 alle 14.00.
- La Tribù di Radio Studio Più, coordinati da Frankie Gada, con ospiti diversi ogni giorno. interazione con il pubblico con momenti divertenti e simpatici e il party time della mezz'ora di ogni ora con i DJ del programma.
- Si Salvi chi Può, dal lunedì al venerdì dalle 18 alle 20
- Dance Time Machine 90 (DTM90), viaggio nella musica dance anni 90/2000 con le playlist scelte dagli ascoltatori condotto da Alex Castellini, in regia Graziano Fanelli. In onda dalle 20.00 alle 22.00.
- Dalle 22 alle 23: Lunedì, Bella Storia - Martedì, Radiofornication - Mercoledì, Disko Phenomena - Giovedì, Global Dance Chart, - Venerdì, Discology
- From Disco To Disco, i collegamenti di Radio Studio Più con i locali più esclusivi dalla mezzanotte.
- Club Connection, dal martedì al venerdì dalle 22 alle 24
- Dj Jump music show, col Dj Jump il lunedì dalle 22 alle 23,30

Nei fine settimana:
- Ravelli Go!, il sabato alle ore 14 alle 15 con Marco Ravelli e Maurizio Caresana . Il meglio della musica dance degli ultimi 30 anni, in replica dalle 21 alle 22 e la domenica dalle 19 alle 20
- Studiopiù The Best, il sabato dalle 15 alle 16. Il meglio della settimana su Studiopiù
- J So Fort, un programma condotto da Pasquale Laricchia e Frankie Gada. In onda ogni domenica in diretta dalle 15.00 alle 16.00
- Yes Weekend , il sabato dalle 16 alle 18 con Walter Master J
- People Move-Live da Pescara, il sabato dalle 18 alle 20 con Cristian Redox
- Disco Phenomena, con Damiano Nalini (DjDami) il sabato dalle 20 alle 21 e la domenica dalle 14 alle 15
- Top of The Tops, la domenica dalle 16 alle 18 con Claudio Tozzo. Il meglio di ogni tempo mixato
- Il cinema visto alla radio, condotto da Alex Intermite (Alex IN) con aggiornamenti dal Box Office e interviste agli attori protagonisti delle nuove uscite.
- Saturday Morning Fever, con Walter Massa e Graziano Fanelli, in diretta i messaggi non andati in onda durante la settimana, dalle 9 alle 12, in diretta da Riccione.
- Andrea Catavolo Show, condotto da Andrea Catavolo e Ugo Palmisano, il meglio e il peggio della settimana ogni domenica dalle 09.00 alle 12.00.
- Masterchek 90, la domenica dalle 23 alle 24 . Gli anni '90 ripresi ironicamente da Cecco Corvasce

### Programmi non più in onda
- Il Morning Fever, condotto da Marco Corona e con la regia musicale di Graziano Fanelli e con l’aiuto della “valetta” telefonica Nunzia Palermo. A questo programma ha anche partecipato Antonio Mezzancella, adesso presente nel cast di Tale e Quale Show con Carlo Conti. Il programma era fatto dagli ascoltatori, che lasciavano un messaggio alla segreteria telefonica, con la richiesta musicale. Il programma andava in onda dalle 7 alle 10 del mattino, dal lunedì al venerdì, mentre il sabato una versione ridotta con il meglio della settimana.[4]
- Power Line, condotto da Frankie Gada. In onda negli anni '90. Gli ascoltatori inviavano via lettera una classifica di 10 canzoni degli anni '80 e venivano selezionati per partecipare in diretta dagli studi di Lonato (BS). Durante la diretta si ascoltavano le canzoni scelte e i "motivi" per cui erano state inserite nella classifica personale dell'ascoltatore.
- Web On The Air, condotto da Alex Castellini dalla fine degli anni '90. Era un contenitore che recensiva siti internet e dava notizie direttamente dal web.
- Dance Parade, condotta inizialmente da Claudio Tozzo negli anni '90 con la regia di Graziano Fanelli, alla fine degli anni '90 è cambiato il conduttore in Alex Castellini, era la classifica dei pezzi dance più suonati.
- La Carovana, condotto da Paolino e Martin.
- On The Road, condotto da Frankie Gada dalle 18 alle 19.00
- Remixland, con Mauro Gagliardini. In diretta la domenica dalle 13:30 alle 15:00
- We Love the 90s con i Datura, il sabato alle 19.00, in replica la domenica alle 17.00.
- Supernatural, con Miki Garzilli il Mercoledi dalle 22.00 alle 24.
- The Program, con Frankie Gada il lunedì e il venerdi dalle 22.00 alle 24.
- Sex And The Radio, di e con il comico di Zelig Cristian Calabrese dalle 24.00 alle 1.00.
- I Love Music - Daniele Baldelli Cosmic / Baia, due brani presentati dalla sua voce con appuntamenti che lo vedono protagonista in consolle in giro per il mondo.
- Let's Dance, con Marco Ravelli e Maurizio Caresana dal lunedì al venerdì dalle 14 alle 15.
- Let's Dance Chart, classifica dei migliori dischi dance con Marco Ravelli e Maurizio Caresana, il sabato alle 14.00 alle 15.00 in replica la domenica alle 17.30 circa, dal giugno 2007 a dicembre 2024.
- I Feel Love con La Sill Punto K e Paola Peroni, il sabato dalle 12 alle 14.
- Guest for lunch weekend con AlexIN propone varie rubriche, le novità musicali più alternative, oltre a incursioni nel passato recente, sabato e domenica dalle 12.00 alle 14.00.
- Uno Sgabello per due, condotto inizialmente da Frankie Gada con Paolino, ed in seguito solo da Frankie Gada. Programma comico durante il quale alcuni personaggi ricorrenti si mettevano in contatto telefonico e raccontavano le loro assurde avventure. Tra i personaggi ricordiamo El Cummenda, Ezzo Zezzo (titolare della pompa di benzina della Ezzo), Ernesto Capone (voce dei documentari), Piero Cigolotti contadino di Vaccarolo, Galante Gardini il ricchissimo del Rotatory Club, La nonna di Frankie Gelsomina e l'agente segreto Sergey Bukalov (questi ultimi 4 creati dal fratello di Frankie, Stefano Gadaleta). Il programma è andato in onda nel biennio 2004 - 2005.
- Radiofornication, con il comico di Zelig Cristian Calabrese dalle 22.00 alle 24.00, tutti i martedì in diretta.